# Eva Marie Veigel

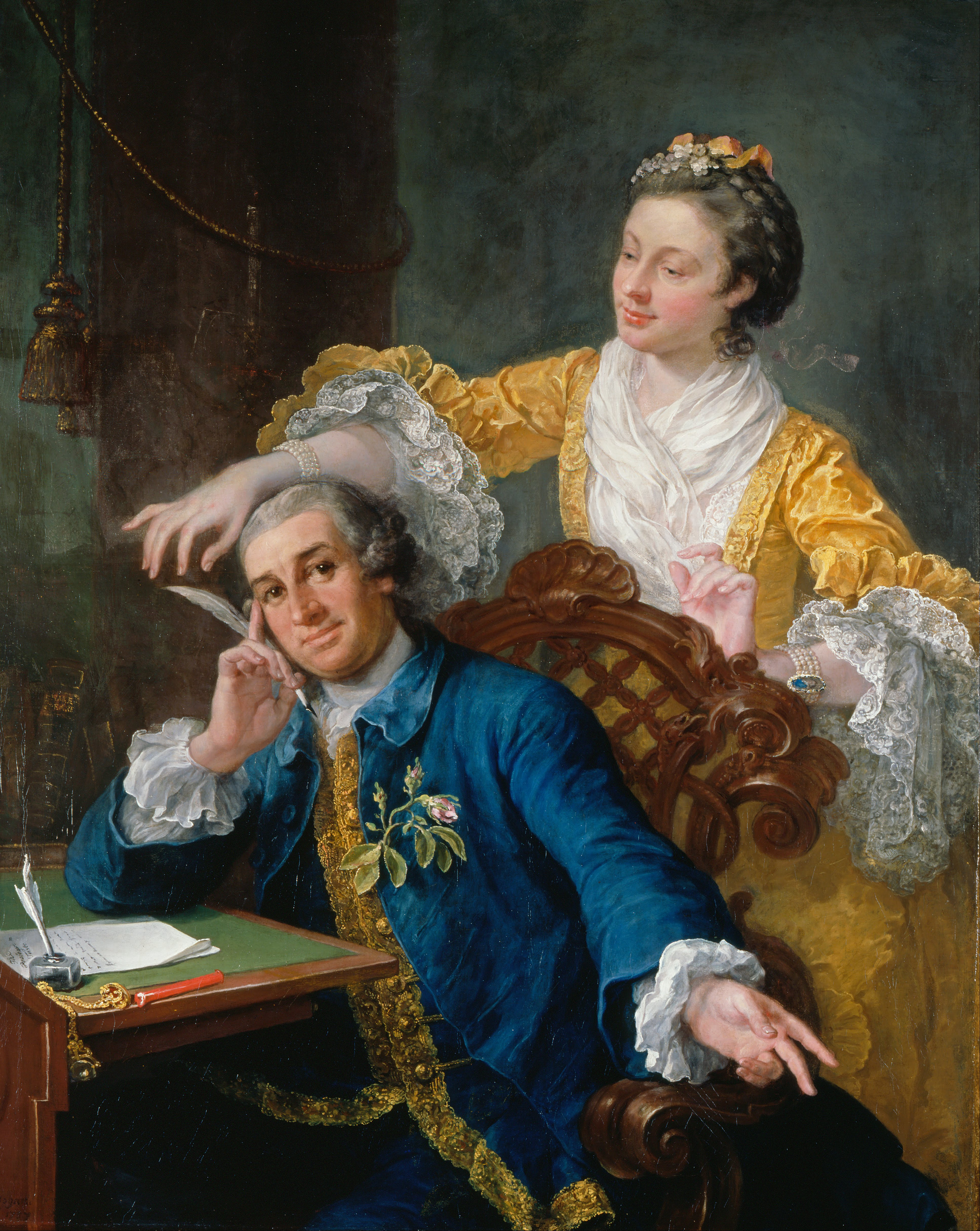
David Garrick i jego żona Eva Marie Veigel, malował William Hogarth rok 1757. Obraz należy do królewskiej kolekcji zgromadzonej w Windsor Castle

Eva Marie Veigel (ur. 29 lutego 1724 w Wiedniu, zm. 16 października 1822 w Londynie) – niemiecka tancerka, która wyemigrowała do Londynu w roku 1746. Jej mężem został słynny aktor brytyjski David Garrick. Pobrali się 22 czerwca 1749 roku. Oboje występowali w Drury Lane Theatre.